# Juan Antonio Linares
Juan Antonio Linares Moya es un deportista español que compitió en ciclismo en la modalidad de trials, ganador de cuatro medallas en el Campeonato Mundial de Trials entre los años 1998 y 2002.

## Palmarés internacional
| Campeonato Mundial | Campeonato Mundial      | Campeonato Mundial | Campeonato Mundial |
| Año                | Lugar                   | Medalla            | Competición        |
| ------------------ | ----------------------- | ------------------ | ------------------ |
| 1998               | Cartagena ( España)     | Medalla de bronce  | Trials 20″         |
| 1999               | Avoriaz ( Francia)      | Medalla de plata   | Trials 20″         |
| 2000               | Sierra Nevada ( España) | Medalla de bronce  | Trials 20″         |
| 2002               | Kaprun ( Austria)       | Medalla de plata   | Trials 20″         |